# Эфрос, Анатолий Васильевич
Анато́лий Васи́льевич Э́фрос (настоящее имя — Ната́н Исаа́кович (Иса́евич) Эфрос; 20 сентября (согласно сохранившейся записи о рождении; в ряде источников 3 июня и 3 июля) 1925, Харьков, Украинская ССР — 13 января 1987, Москва) — советский режиссёр театра и кино, педагог; заслуженный деятель искусств РСФСР (1976).

## Биография
Анатолий Эфрос родился 20 сентября 1925 года в Харькове в семье инженера Исаака Вельковича (Вольфовича) Эфроса и переводчицы технической литературы Лидии Соломоновны Эфрос, работавших на Харьковском авиационном заводе. В годы Великой Отечественной войны работал слесарем на авиационном заводе, с которым его семья была эвакуирована из Харькова в Молотов.
С детства увлечённый театром, Эфрос в 1943 году поступил в актёрскую студию Ю. А. Завадского при Театре им. Моссовета, находившемся в то время в эвакуации в Алма-Ате; в 1944 году он поступил на режиссёрский факультет ГИТИСа, в мастерскую Николая Петрова, но параллельно посещал занятия мастерской Алексея Попова и Марии Кнебель — лучших педагогов факультета. «То, чего ему недоставало у своего педагога, — писал однокурсник Лев Щеглов, — он получал на занятиях соседнего курса. […] Это дало в будущем замечательные плоды. […] Не пройди он эту школу, может, и не было бы того Эфроса, которого мы знаем».
Окончив ГИТИС в 1950 году, Эфрос первую свою самостоятельную постановку осуществил в 1951 году — «Прага остаётся моей» в Центральном доме культуры железнодорожников. На профессиональной сцене дебютировал в том же году спектаклем «Приезжайте в Звонковое» по пьесе А. Корнейчука в Московском областном драматическом театре им. Островского.

### Центральный детский театр
В 1951—1953 годах Анатолий Эфрос работал в Рязанском драматическом театре. В 1954 году он был направлен в качестве режиссёра-постановщика в Центральный детский театр, где встретился со своим институтским педагогом — уволенной из МХАТа Марией Кнебель, годом позже возглавившей театр, и под её «поощрительным надзором», как выразился П. А. Марков, в считанные годы сумел превратить забытый зрителями ЦДТ в один из самых интересных и популярных театров столицы. Хотя репертуар ЦДТ как таковой был ориентирован прежде всего на подростковую аудиторию («В добрый час!» и «В поисках радости» В. Розова, «Друг мой, Колька» А. Хмелика и др.), при Эфросе он перестал быть исключительно детским. П. Марков, рассказывая об этом периоде творчества режиссёра, отмечал его умение говорить на языке, доступном для юных зрителей, «нигде не опошляя и не упрощая своих мыслей», спектакли его подкупали неподдельным интересом к миру переживаний подростка, он увлекался сам и умел увлечь других.
В ЦДТ Эфрос ставил почти всё, что писал в те годы Виктор Розов, и эти пьесы, как пишет А. Смелянский, позволили ему «начать свой „неравный бой“ с помпезным, липовым, мертвым искусством, которое его окружало». Он был убеждённым сторонником К. С. Станиславского, немодного в те годы в театральных кругах, и в середине 1950-х годов опубликовал статью «Бедный Станиславский!», в которой резко критиковал Николая Охлопкова и Бориса Равенских за фальшивую театральщину и тягу к «представлению». Для самого же Эфроса в неоднородном наследии Станиславского наиболее актуальным оказалось то, что сам реформатор называл «линией интуиции и чувства». Далёкий в своих исканиях от каких-либо подражаний Художественному театру и нередко вступавший в полемику с его традициями в своих прочтениях классики, в первую очередь Чехова, Эфрос вместе с тем всегда оставался поклонником старого МХАТа и много лет спустя в книге «Репетиция — любовь моя» писал: «Моими любимыми артистами были всегда Москвин и Хмелёв. Когда вспоминаешь этих выдающихся артистов, на ум приходит прежде всего то, что они были не сами по себе. Это были выдающиеся таланты, но думая о них, видишь целый ряд: Добронравов, Тарасова, Качалов, Книппер… От этого включения в „ряд“ они никогда не проигрывали. Напротив, их голоса звучали ещё мощнее. Они были не просто Хмелёв и Москвин, а мхатовские Хмелёв и Москвин, артисты великого и прославленного художественного направления».
В Центральном детском начинали свою карьеру Олег Ефремов и приглашённые Эфросом молодые актёры Олег Табаков и Лев Дуров, и здесь, по словам А. Смелянского, в середине 1950-х годов, ещё до прихода Товстоногова в БДТ и создания «Современника», началось возрождение российского театра.

### «Ленком» и Театр на Малой Бронной
Успех молодого режиссёра не остался незамеченным: в 1963 году Эфросу предложили возглавить Московский театр им. Ленинского комсомола, переживавший не лучшие времена.
За короткий срок режиссёру удалось возродить и этот театр; как и ранее в Центральном детском, он отдавал предпочтение современной драматургии, нередко придавая глубину и тем пьесам, которые её не имели; при этом режиссёр, как отмечал П. Марков, «тревожился, тосковал, искал вместе с этой едва вступившей в жизнь молодёжью — он не брал на себя роль учителя». Эфрос и здесь ставил В. Розова, в котором нашёл своего драматурга, а также А. Арбузова и Э. Радзинского, большим успехом пользовались его спектакли «В день свадьбы» (1964), «104 страницы про любовь» (1964), «Мой бедный Марат» (1965), «Снимается кино…» (1965). Здесь Эфрос впервые соприкоснулся с классикой, поставив в 1966 году «Чайку» А. Чехова, и этот спектакль оказался не менее актуальным.
Этот первый опыт даже доброжелательные критики сочли неудачным; «Чайка», в которой режиссёр бросил вызов мхатовской традиции, многих возмутила и побудила «заступиться за Чехова». «Ненависть, взаимная вражда, — писал П. Марков, — заменили сочувствие». В спектакле Эфроса главным героем стал Треплев и все остальные персонажи определялись своим отношением к Треплеву; так, Нина Заречная неожиданно оборачивалась хищницей, одержимой жаждой славы и карьеры, и в финале несла заслуженное, по Эфросу, наказание.
Последним спектаклем Эфроса в «Ленкоме» стал «Мольер» М. Булгакова, поставленный в конце 1966 года; вскоре после его премьеры, в начале 1967 года, Эфрос был отстранён от руководства театром. По мнению Смелянского, на роль руководителя Эфрос действительно не годился: одних актёров баловал, другим не давал работы, — обиженные артисты сыграли не последнюю роль в его отставке; Юрий Завадский, Олег Ефремов и Юрий Любимов пытались бороться за Эфроса, но безуспешно.
В том же 1967 году Эфрос был назначен очередным режиссёром Театра на Малой Бронной, который в то время возглавлял Андрей Гончаров; из «Ленкома» ему разрешили взять с собой десять актёров-единомышленников, в том числе Льва Дурова и любимую актрису — Ольгу Яковлеву. Однако первый же поставленный Эфросом на Малой Бронной спектакль, «Три сестры», подвергся критике и в конце концов был запрещён. После запрета другого спектакля («Обольститель Колобашкин» по пьесе Э. Радзинского) некоторые актёры дрогнули и покинули опального режиссёра.
Сменивший вскоре Гончарова А. Дунаев не мешал Эфросу создавать свой театр внутри Театра на Малой Бронной; в глазах московских театралов это был скорее «театр Эфроса». За 17 лет работы он создал ряд спектаклей, ставших классикой советского театра, в их числе «Три сестры» Чехова, «Ромео и Джульетта» и «Отелло» Шекспира, «Месяц в деревне» И. Тургенева, «Женитьба» Н. Гоголя, «Дон Жуан» Мольера, в котором заглавную роль в очередь исполняли Михаил Козаков и Николай Волков, и это были два разных спектакля. Именно в этот период о театре Эфроса и его актёрах (понятие «актёр Эфроса» ввёл в оборот Н. Берковский) заговорили как о художественном направлении; на Малой Бронной Эфрос обрёл новых единомышленников в лице Николая Волкова и Леонида Броневого. «Актёры, игравшие в спектаклях Эфроса, — пишет О. Скорочкина, — оставили в истории театра (…) свой след, свою уникальную интонацию и неповторимый стиль».
Помимо театра, Анатолий Эфрос много работал на телевидении, поставил ряд спектаклей, снял несколько телевизионных и нетелевизионных фильмов, в том числе «В четверг и больше никогда», вошедший в число лучших лент советского интеллектуального кино. Самые известные телевизионные спектакли Эфроса — «Всего несколько слов в честь господина де Мольера», с Юрием Любимовым в роли Мольера, и «Страницы журнала Печорина» с Олегом Далем в заглавной роли.

#### Кризис на Малой Бронной
Проблемы в Театре на Малой Бронной у Эфроса начались в 1979 году со спектакля «Дорога» по поэме Н. Гоголя «Мёртвые души», в котором режиссёр попытался представить «всего Гоголя». Спектакль, однако, не получился; не удалась Михаилу Козакову центральная роль — Автора, актёры играли через силу. «Провал того, кто именовался в спектакле Автором, — пишет А. Смелянский, — оказался чем-то гораздо большим, чем неудачей одной роли. Тут был сигнал какого-то общего неблагополучия, душевного разлада художника то ли с его театром, то ли с самим собой. После „Дороги“ из-под Эфроса стала уходить почва».
Неудача подорвала авторитет Эфроса в труппе; в прежние времена режиссёр любые конфликты гасил новым удачным спектаклем, на сей раз этого средства не оказалось; Эфрос отдыхал от своей взбунтовавшейся команды, работая в других театрах: он поставил во МХАТе мольеровского «Тартюфа» и «Живой труп» Л. Толстого, в Токио — «Месяц в деревне» И. Тургенева; труппа тем временем всё больше отдалялась от него.
В 1982 году Эфрос вновь поставил на Малой Бронной «Трёх сестер», но в этот раз столкнулся с непривычным для него равнодушием зрителей. По свидетельству Смелянского, в этот период режиссёр считал, что ставку надо делать только на свежую молодую публику; но «свежая публика» покидала его спектакль во время антракта.
Неуспех стал дополнительным аргументом в той борьбе, которую повёл директор театра И. Коган против Эфроса и служившего ему надёжным тылом Дунаева. В 1984 году вспыхнул конфликт, в результате которого оба режиссёра, Эфрос и Дунаев, оказались вынуждены покинуть театр.

### Театр на Таганке
В 1984 году Эфрос был назначен главным режиссёром Театра на Таганке вместо давно не ладившего с высшим руководством Юрия Любимова, который, находясь в зарубежной командировке, бросил открытый вызов Министерству культуры СССР. По поводу интервью, данного Любимовым корреспонденту «Таймс» и озаглавленного «Крест, который несёт Любимов», А. Смелянский заметил, что со времен Михаила Чехова никто из российских режиссёров так не разговаривал с властью. Противостояние длилось несколько месяцев, после чего был издан указ о снятии Любимова с поста художественного руководителя театра с формулировкой: «в связи с неисполнением своих служебных обязанностей без уважительных причин».
В сложной ситуации, когда коллектив «Таганки» пытался бороться за своего художественного руководителя, согласие Эфроса возглавить театр многими было воспринято крайне негативно: «Анатолий Эфрос, — пишет А. Смелянский, — разрешил себе войти в чужой театральный „дом“ без приглашения хозяина и вопреки его воле… На Таганке, как в „Современнике“ или в БДТ у Товстоногова, всё крепилось цементом общей памяти. Прожитая жизнь и память об ушедших соединяла всех теснейшими узами. Любому пришельцу тут было бы очень трудно, но в данном случае дело усугублялось тем, что не дом менял хозяина, а ненавистное государство навязывало дому нового владельца».
Любимов обвинил своего преемника в пренебрежении корпоративной этикой и солидарностью, расценил его согласие возглавить театр как штрейкбрехерство и предательство. Бо́льшая часть труппы бойкотировала нового художественного руководителя; несколько известных актёров даже демонстративно покинули Театр на Таганке, в том числе Леонид Филатов и Вениамин Смехов, перешедшие в «Современник»; ушёл в «Современник» и многолетний соратник Любимова художник Давид Боровский.
Эфрос поставил в театре несколько спектаклей, возобновил «Вишнёвый сад» А. П. Чехова, поставленный им ещё в 1975 году; но труппа режиссёра не приняла, тем более что и эстетика его значительно отличалась от эстетики Любимова. «Премьеры, — пишет А. Смелянский, — следовали одна за другой, тут же поддерживались официозной прессой. Это ещё больше усугубляло нравственную двусмысленность ситуации. Спектакли, естественно, были разные, но ни в одном из них не было радости, того света искусства, который покорял Москву два десятилетия. Он работал в омертвелом пространстве, в ситуации общественного остракизма».
В 1985 году произошла смена руководства страны, сделавшая возможным возвращение Любимова. Эфрос должен был уйти; он подписал коллективное письмо актёров «Таганки» в поддержку возвращения Любимова, но уходить ему было некуда. Последним его спектаклем стал мольеровский «Мизантроп», вышедший осенью 1986 года.
В ноябре 1986 года театр гастролировал в Польше, где проходили обсуждения спектаклей Эфроса, в ходе которых, по свидетельству А. Демидовой, резко осуждался его приход в Театр на Таганке.

### Смерть
Психологическое и эмоциональное напряжение, которое испытывал режиссёр в связи с разраставшимся конфликтом, послужило косвенной причиной инфаркта, повлекшего его смерть 13 января 1987 года. Приход Эфроса на Таганку многие впоследствии считали трагической ошибкой, которая стоила ему жизни.

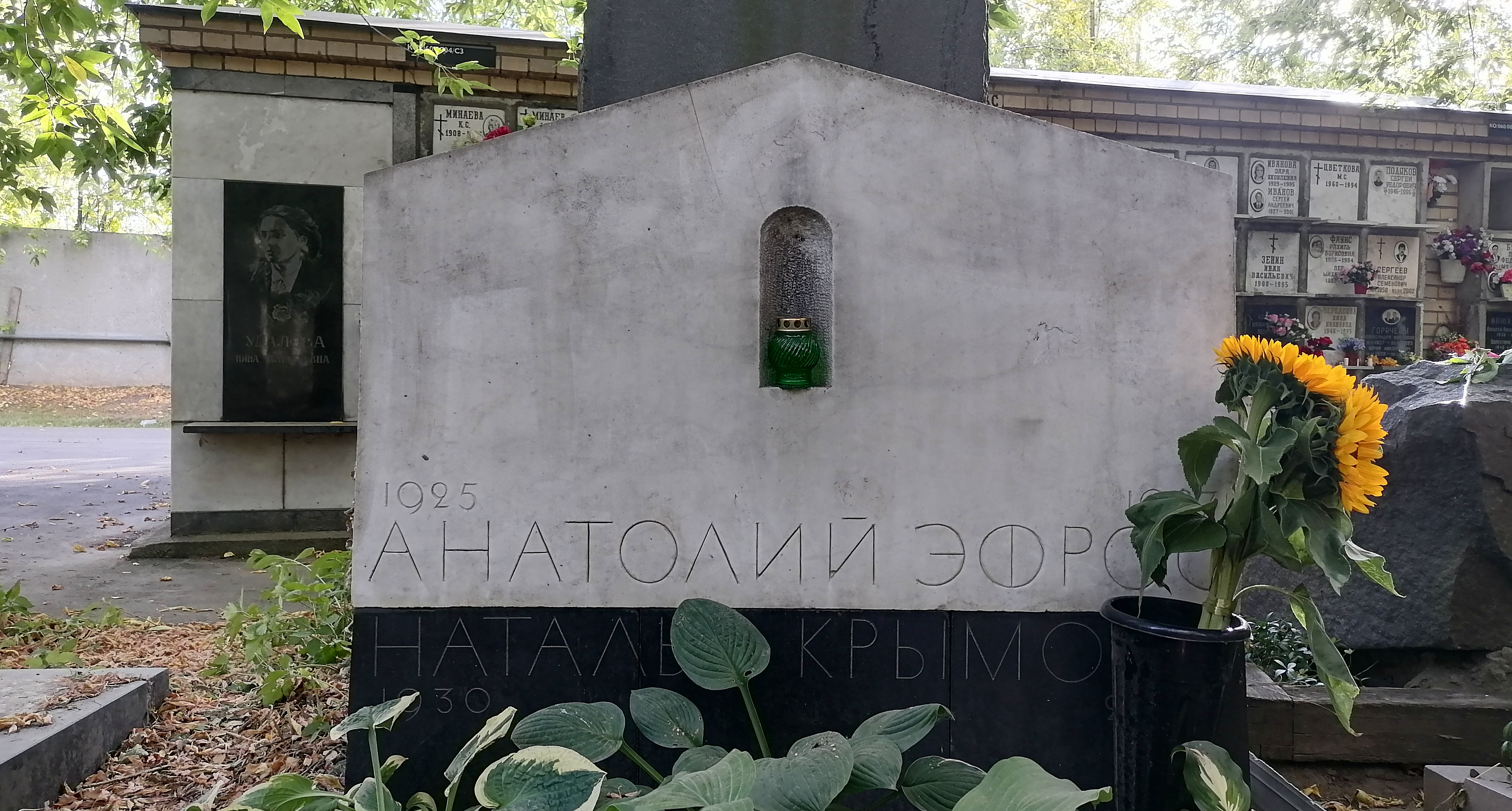
Семейное захоронение А. Эфроса и
Н. Крымовой на Кунцевском кладбище

Анатолий Эфрос был похоронен на Кунцевском кладбище в Москве (10 уч.).

### Семья
Отец — инженер Исаак Велькович (Вольфович) Эфрос (14 декабря 1896, Воронеж — 1986), выпускник частного коммерческого училища А. В. Шпольского в Воронеже (1915) и Харьковского политехнического института (1921), с 1921 года работал инженером на Харьковском авиационном заводе и в производственно-техническом отделе ВСНХ Украины, в 1924 году также инспектором для поручений при Президиуме ВСНХУ. В годы Великой Отечественной войны Исаак Эфрос был старшим инженером планово-экономического отдела эвакуированного в Молотов Харьковского авиационного завода, военинженер 2-го ранга; в 1945 году был награждён орденом Красной Звезды. 
Мать — Лидия Соломоновна Эфрос (1902—1985), из Одессы, работала переводчиком научно-технической литературы на Харьковском авиационном заводе. До войны семья жила на улице Потебни, дом 14. 
Жена — Наталья Анатольевна Крымова (1930—2003), театральный критик. Сын — Дмитрий Крымов (род. 1954), театральный художник и режиссёр.

## Творчество
Анатолий Смелянский считает, что увольнение с поста художественного руководителя Театра им. Ленинского комсомола было счастьем для Эфроса: оно избавило режиссёра от той ответственности перед властью, которую предполагало любое официальное положение. «Он не должен был, — пишет критик, — играть роль первого советского режиссёра и подписывать письма против Солженицына, как это делал Товстоногов. Он не должен был соответствовать образу официально утверждённого диссидента, который навязали Любимову. Он мог не ставить спектаклей к революционным и партийным датам, как Ефремов. Им, в сущности, пренебрегли и оставили только одну возможность — заниматься искусством».

### Театральные постановки
Ранние постановки (1951)
- 1951 — «Прага остается моей» Ю. А. Буряковского. Художник А. Шатрин — Театр Центрального дома культуры железнодорожников (Москва)
- 1951 — «Приезжайте в Звонковое» А. Е. Корнейчука — МОДТ им. Островского

Рязанский областной театр драмы (1952—1953)
- 1952 — «Любовь Яровая» К. А. Тренёва. Художник С. Исаев.
- 1952 — «Любовь на рассвете» Я. А. Галана. Художник С. Исаев
- 1952 — «Собака на сене» Лопе де Вега. Художник С. Исаев
- 1952 — «Горячее сердце» А. Н. Островского. Художник С. Исаев
- 1953 — «Девицы-красавицы» А. Д. Симукова. Художник В. Кузьмин
- 1953 — «Камни в печени» А. Е. Макаёнка. Художник Б. Г. Кноблок
- 1953 — «Когда ломаются копья» Н. Ф. Погодина. Художник В. Кузьмин
- 1953 — «Мачеха» по О. де Бальзаку. Художник С. Исаев

Центральный детский театр (1954—1964)
- 1954 — «Чужая роль» С. В. Михалкова. Художник Вяч. Иванов.
- 1954 — «В добрый час! (пьеса)» В. Розова. Художник Вяч. Иванов
- 1955 — «Мы втроём поехали на целину» Н. Ф. Погодина (совместно с М. О. Кнебель). Художник Ю. И. Пименов
- 1956 — «Сказка о сказках» А. Г. Зака и И. К. Кузнецова. Художники В. Лалевич, Н. Сосунов
- 1957 — «Борис Годунов» А. С. Пушкина. Художник Вяч. Иванов
- 1957 — «В поисках радости» В. С. Розова. Художник М. Курилко
- 1959 — «Вольные мастера» З. Дановской. Художник Вяч. Иванов
- 1959 — «Друг мой, Колька!» А. Г. Хмелика. Художник Б. Г. Кноблок
- 1960 — «Бывшие мальчики» Н. А. Ивантер. Художники В. Лалевич, Н. Сосунов
- 1960 — «Неравный бой» В. С. Розова. Художники В. Лалевич, Н. Сосунов Центральный детский театр.
- 1962 — «Перед ужином» В. С. Розова. Художники В. Лалевич, Н. Сосунов
- 1962 — «Цветик-семицветик» В. П. Катаева. Художники В. Лалевич, Н. Сосунов
- 1963 — «Женитьба» Н. В. Гоголя. Художники В. Лалевич, Н. Сосунов
- 1964 — «Они и мы» Н. Г. Долининой. Художники В. Лалевич, Н. Сосунов

«Современник» (1958)
- 1958 — «Никто» Э. Де Филиппо. Художник Ф. Збарский.

Театр им. М. Н. Ермоловой (1959—1960)
- 1959 — «Сны Симоны Машар» Л. Фейхтвангера, Б. Брехта. Художники В. Лалевич, Н. Сосунов. .
- 1960 — «В гостях и дома» А. М. Володина. Художники В. Лалевич, Н. Сосунов.

Московский театр им. Ленинского комсомола (1964—1966)
- 1964 — «В день свадьбы» В. С. Розова. Художники В. Лалевич, Н. Сосунов.
- 1964 — «104 страницы про любовь» Э. С. Радзинского. Художники В. Лалевич, Н. Сосунов
- 1965 — «Мой бедный Марат» А. Н. Арбузова. Художники В. Лалевич, Н. Сосунов
- 1965 — «Снимается кино» Э. С. Радзинского. Художники В. Лалевич, Н. Сосунов
- 1965 — «Каждому своё» С. И. Алешина (совместно с Л. К. Дуровым). Художники В. Лалевич, Н. Сосунов
- 1966 — «Чайка» А. П. Чехова. Художники В. Лалевич, Н. Сосунов
- 1966 — «Судебная хроника» Я. И. Волчека (совместно с А. М. Адоскиным). Художники В. Лалевич, Н. Сосунов
- 1966 — «Мольер» М. А. Булгакова. Художники В. Дургин, А. Чернова

Театр на Малой Бронной (1967—1984)
- 1967 — «Три сестры» А. П. Чехова. Художники В. Дургин, А. Чернова.
- 1968 — «Обольститель Колобашкин» Э. Радзинского. Художники В. Дургин, А. Чернова
- 1968 — «Платон Кречет» А. Е. Корнейчука. Художники В. Дургин, А. Чернова
- 1969 — «Счастливые дни несчастливого человека» А. Арбузова. Художник В. Петров
- 1970 — «Ромео и Джульетта» У. Шекспира. Художники В. Дургин, А. Чернова
- 1970 — «Сказки старого Арбата» А. Н. Арбузова. Художник Д. Л. Боровский
- 1971 — «Человек со стороны» И. М. Дворецкого
- 1972 — «Брат Алеша» В. С. Розова по мотивам романа Ф. Достоевского «Братья Карамазовы». Художник В. Паперный
- 1973 — «Ситуация» В. Розова. Художник В. Паперный
- 1973 — «Дон Жуан» Ж.-Б. Мольера. Художник Д. Л. Боровский
- 1975 — «Женитьба» Н. В. Гоголя. Художник В. Левенталь
- 1975 — «Снятый и Назначенный» Я. И. Волчека (совместно с Л. Дуровым). Художник В. Серебровский
- 1976 — «Отелло» У. Шекспира. Художник Д. А. Крымов
- 1977 — «Месяц в деревне» И. С. Тургенева. Художник Д. А. Крымов
- 1978 — «Веранда в лесу» И. М. Дворецкого. Художники Д. и Л. Булановы
- 1979 — «Продолжение Дон Жуана» Э. Радзинского. Художник В. Комолова
- 1979 — «Дорога» по «Мертвым душам» Н. В. Гоголя. Художник В. Левенталь
- 1981 — «Лето и дым» Т. Уильямса. Художник Д. А. Крымов
- 1982 — «Директор театра» И. М. Дворецкого. Художник Д. А. Крымов
- 1982 — «Воспоминание» А. Н. Арбузова. Художник Д. Крымов
- 1982 — «Три сестры» А. П. Чехова. Художник В. Я. Левенталь
- 1983 — «Наполеон Первый» Ф. Брукнера. Художник Д. А. Крымов
- 1984 — «Директор театра» И. М. Дворецкого. Художник Д. А. Крымов

Театр им. Моссовета (1969—1974)
- 1969 — «Дальше — тишина» В. Дельмар. Художник Б. А. Мессерер.
- 1974 — «Турбаза» Э. Радзинского. Художники Д. Боровский, В. Лалевич

МХАТ им. М. Горького (1975—1982)
- 1975 — «Эшелон» М. М. Рощина. Художник Д. Л. Боровский
- 1981 — «Тартюф» Ж.-Б. Мольера. Художник Д. Крымов
- 1982 — «Живой труп» Л. Н. Толстого. Художник Д. Крымов.

Другие театры (1957—1983, СССР, Япония, США)
- 1957 — «Гедда Габлер» Г. Ибсена. Художник Вяч. Иванов — Театр-студия киноактёра
- 1978 — * 1981 — «Вишнёвый сад» А. П. Чехова — Театр Тоэн (Токио)
- 1978 — «Женитьба» Н. В. Гоголя — «Театр Гатри» (Миннеаполис, США)
- 1979 — «Мольер» М. Булгакова — «Театр Гатри» (Миннеаполис, США)[51].
- 1982 — «Идея господина Домма» Ф. Кроммелинка — ГИТИС.
- 1982 — «Наташа» («Месяц в деревне») И. С. Тургенева — Театр Тоэн (Токио)
- 1983 — «Буря» У. Шекспира — Музей изобразительных искусств им. А. С. Пушкина (Декабрьские вечера; восстановлена в 1988 г. для телезаписи аспиранткой А. В. Эфроса, театральным режиссёром и педагогом Л. И. Бабкиной).

Театр на Таганке (1975—1986)
- 1975 — «Вишнёвый сад» А. П. Чехова. Художник В. Левенталь (Лопахин — В. С. Высоцкий).
- 1984 — «На дне» М. Горького. Художник Ю. Васильев.
- 1985 — «У войны — не женское лицо» С. А. Алексиевич. Художник Д. Крымов
- 1985 — «Прекрасное воскресенье для пикника» Т. Уильямса. Художник Д. Данилин
- 1985 — «Вишнёвый сад» А. П. Чехова (возобновление). Художник В. Левенталь
- 1986 — «Полтора квадратных метра» Б. А. Можаева (совместно с С. Н. Арцыбашевым). Художник Д. Крымов
- 1986 — «Мизантроп» Ж.-Б. Мольера. Художник Д. Крымов

### Работы на телевидении
- 1970 — «Борис Годунов» А. С. Пушкина (телеспектакль)
- 1971 — «Марат, Лика, Леонидик» по пьесе «Мой бедный Марат» А. Арбузова (телеверсия спектакля Театра им. Ленинского комсомола)
- 1972 — «Платон Кречет» А. Корнейчука (телеверсия спектакля Театра на Малой Бронной)
- 1973 — «Всего несколько слов в честь господина де Мольера» по М. Булгакову и Ж. Б. Мольеру (телеспектакль)
- 1973 — «Человек со стороны» И. Дворецкого (телеверсия спектакля Театра на Малой Бронной)
- 1974 — «Таня» А. Арбузова (телеспектакль)
- 1975 — «Страницы журнала Печорина» по М. Ю. Лермонтову (телеспектакль)
- 1976 — «Милый лжец» (телеверсия спектакля Иосифа Раевского, МХАТ им. Горького)
- 1978 — «Дальше — тишина…» В. Дельмар (телеверсия спектакля Театра им. Моссовета)
- 1978 — «Острова в океане» по Э. Хемингуэю (телеспектакль)
- 1983 — «Месяц в деревне» И. С. Тургенева (телеверсия спектакля Театра на Малой Бронной)
- 1983 — «Ромео и Джульетта» У. Шекспира (телеспектакль)
- 1988 — «Буря» У. Шекспира (телеверсия спектакля 1983 г.)
- 1988 — «У войны не женское лицо» С. Алексиевич (телеверсия спектакля Театр на Таганке)
- 1989 — «Тартюф» (телеверсия спектакля МХАТ им. Горького)

### Фильмография
- 1960 — Шумный день (совместно с Г. Натансоном)
- 1962 — Високосный год
- 1964 — Двое в степи
- 1976 — Фантазия
- 1977 — В четверг и больше никогда

## Награды и премии
- Заслуженный деятель искусств РСФСР (1976)
- Орден Трудового Красного Знамени (2 июля 1985 года) — за заслуги в развитии советского театрального искусства и в связи с шестидесятилетием со дня рождения[52]
- Орден Дружбы народов